# 엘머 프리카
엘머 프리카(Alma Prica, 1962년 9월 17일 ~ )는 크로아티아의 배우이다.
자그레브에서 태어났다.

## 영화
- 더 다이어리 오브 다이아나 B. (2019년) - 다이아나 역
- 마티나: 위험한 정사 (2018년)
- 미니스트리 오브 러브 (2016년)
- 문지방 (2013년)
- 목격자들 (2003년)